# 濱口浩三
濱口 浩三（はまぐち こうぞう、1922年（大正11年）11月28日 - 2014年（平成26年）6月17日）は、日本の実業家。TBS元社長室名誉顧問・相談役・代表取締役社長。マスコミ功労者顕彰放送部門選出。

## 人物・経歴
和歌山県出身。1944年（昭和19年）上智大学文学部新聞学科卒業。1948年（昭和23年）報知新聞社に入社。
1952年（昭和27年）TBSの前身であるラジオ東京に転じ、報道局ニュース部長、ラジオ本部ラジオ局長、大阪支社長を経て、1973年（昭和48年）取締役に選任、1977年（昭和52年）6月29日常務、1983年（昭和58年）顧問兼TBS映画社（後のTBSビジョンを経て現在のTBSスパークル）社長、1986年（昭和61年）TBS社長、1989年（平成元年）相談役、1993年（平成5年）社長室名誉顧問。
上智大出身のマスコミ人で結成したマスコミ・ソフィア会の会長を務め、夫人はラジオ東京の第1期女性アナウンサーだった武藤和子。趣味はゴルフ・料理。
2013年（平成25年）12月、自宅の庭で転倒し腰を痛めた後、脳梗塞を患い、リハビリをしていたが、2014年（平成26年）6月17日午後11時30分頃、再発性肺炎のため、入院先の病院で死去。91歳没。死の数時間前には上智大の神父から洗礼を受けられていたという。霊名は「パウロ」。墓所は聖イグナチオ教会クリプタ聖堂地下A111-4。
2017年（平成29年）、「マスコミ功労者顕彰」放送部門に選出。同顕彰は、マスコミ界の発展に尽くした故人の功績をたたえるものであり、電通より発表された。